# 3-Octylacetat
3-Octylacetat ist eine chemische Verbindung aus der Gruppe der Carbonsäureester.

## Vorkommen
3-Octylacetat kommt natürlich in Pfefferminze, Pennyroyal-Öl (Mentha pulegium L.), Spearmint-Öl (Mentha spicata L.), Scotch-Spearmint-Öl (Mentha-Herznote Ger.), anderen Mentha-Ölen und erhitztem Rinderfett vor.

## Gewinnung und Darstellung
3-Octylacetat kann durch Reaktion von Acetylchlorid oder Essigsäureanhydrid mit 3-Octanol gewonnen werden.

## Eigenschaften
3-Octylacetat ist eine farblose Flüssigkeit. Die Verbindung hat ein charakteristisches, komplexes Aroma mit einer Rosen- und Jasminnote und einem Apfel-Zitrone Unterton mit einem süßen, pfirsichartigen Geschmack.

## Verwendung
3-Octylacetat wird als Aromastoff verwendet.